# Campylopus purpureocaulis
Campylopus purpureocaulis är en bladmossart som beskrevs av Per Karl Hjalmar Dusén 1905. Campylopus purpureocaulis ingår i släktet nervmossor, och familjen Dicranaceae. Inga underarter finns listade i Catalogue of Life.